# Michel Bastos
Michel Bastos (Pelotas, 1983. augusztus 2. –) a Sport Recife játékosa. A kiváló technikájú játékos bal oldali hátvédként és középpályásként is bevethető. Szabadrúgás-specialista.

## Pályafutása
Első klubja a szülővárosában található EC Pelotas volt. Innen igazolt a Feyenoord ificsapatába, ahonnan kölcsönadták a Excelsior Rotterdam-ba. A holland csapatból 3 évre haza igazolt Brazíliába, majd 2006-ban csatlakozott a Lille OSC csapatához. A franciák 3 millió eurót fizettek érte.

### Lille
A Lille-ben hamar alapember lett. Első szezonjában 26 mérkőzésen lépett pályára, amelyeken 3 gólt szerzett. Igazán ismert a 2008-2009-es idényben lett. Az első ötben végzett a góllövő - és a gólpassz listán is, ez egyedülálló a Ligue 1 történetében. Jelölték az év csapatába és az év játékosának is. A díjat végül nem ő nyerte, hanem a Bordeaux-ban játszó Yoann Gourcuff. Ezután igazolt az Olympique Lyon csapatába 18 millió euróért.

### Olympique Lyon
Négyéves szerződést kötött a Rhone-völgyi klubbal és a 7-es mezszámot kapta meg. Első hivatalos bajnoki mérkőzését új csapatában a Le Mans ellen játszotta. Első gólját új csapatában egy Bajnokok Ligája mérkőzésen szerezte a belga Anderlecht ellen, első bajnoki gólját pedig a AS Nancy-Lorraine ellen.

### Schalke 04
A 2012/2013-as idényben az Olympique Lyon kölcsönadta őt az Schalke 04 csapatának. Itt a 9-es mezszámot viselte. Eredetileg másfél éves kölcsönszerződést írt alá a német klubbal, de fél év után visszatért Lyonba.
A bombaerős lövéseiről is ismert szélső védővel ugyan elégedettek voltak a királykékeknél, ám miután sikerült elérni a kitűzött célt, a BL-indulást májusban, már nem volt rá akkora szükség. Ráadásul szerződésében volt egy olyan pont, ha egy harmadik fél jelentkezik érte, a kölcsönadó Lyon felé nyilatkoznia kell a Schalkének, hogy meg akarja-e őt vásárolni, méghozzá azonnal, ha a válasz nem, akkor máris vége a német–francia kölcsön-megállapodásnak.
Az Al-Ain, az Egyesült Arab Emírségek kirakat-csapata jelentkezett Bastosért, aki 29 évesen nem akart lemaradni élete utolsó nagy dobásáról és természetesen jó sok dollárért el is igazolt a dubaiakhoz, miután Horst Heldt, a Schalke 04 menedzsere közölte a Lyonnal, hogy felőlük viheti bárki a már korosodó brazilt.

## Statisztikái
2009. szeptember 5-i állapot
| Klub                       | Idény                      | Liga  | Liga  | Liga  | Kupák | Kupák | Kupák | Európai kupák | Európai kupák | Európai kupák | Összesen | Összesen | Összesen |
| Klub                       | Idény                      | Mérk. | Gólok | Gólp. | Mérk. | Gólok | Gólp. | Mérk.         | Gólok         | Gólp.         | Mérk.    | Gólok    | Gólp.    |
| -------------------------- | -------------------------- | ----- | ----- | ----- | ----- | ----- | ----- | ------------- | ------------- | ------------- | -------- | -------- | -------- |
| Feyenoord                  | 2001-02                    | 0     | 0     | 0     | 0     | 0     | 0     | 0             | 0             | 0             | 0        | 0        | 0        |
| Összesen                   | Összesen                   | 0     | 0     | 0     | 0     | 0     | 0     | 0             | 0             | 0             | 0        | 0        | 0        |
| Excelsior                  | 2002-03                    | 28    | 0     | 0     | 0     | 0     | 0     | 0             | 0             | 0             | 28       | 0        | 0        |
| Összesen                   | Összesen                   | 28    | 0     | 0     | 0     | 0     | 0     | 0             | 0             | 0             | 28       | 0        | 0        |
| Atlético Paranaense        |                            |       |       |       |       |       |       |               |               |               |          |          |          |
| 2003                       | 2                          | 0     | 0     | 0     | 0     | 0     | 0     | 0             | 0             | 2             | 0        | 0        |          |
| 2004                       | 8                          | 0     | 0     | 0     | 0     | 0     | 0     | 0             | 0             | 8             | 0        | 0        |          |
| Összesen                   | Összesen                   | 10    | 0     | 0     | 0     | 0     | 0     | 0             | 0             | 0             | 10       | 0        | 0        |
| Grêmio                     | 2005                       | 19    | 4     | 0     | 0     | 0     | 0     | 0             | 0             | 0             | 19       | 4        | 0        |
| Összesen                   | Összesen                   | 19    | 4     | 0     | 0     | 0     | 0     | 0             | 0             | 0             | 19       | 4        | 0        |
| Figueirense                | 2005                       | 34    | 10    | 0     | 0     | 0     | 0     | 0             | 0             | 0             | 34       | 10       | 0        |
| Összesen                   | Összesen                   | 34    | 10    | 0     | 0     | 0     | 0     | 0             | 0             | 0             | 34       | 10       | 0        |
| Lille OSC                  |                            |       |       |       |       |       |       |               |               |               |          |          |          |
| 2006-07                    | 25                         | 3     | 0     | 1     | 0     | 0     | 2     | 0             | 0             | 28            | 3        | 0        |          |
| 2007-08                    | 35                         | 8     | 1     | 3     | 0     | 0     | 0     | 0             | 0             | 38            | 8        | 1        |          |
| 2008-09                    | 37                         | 14    | 9     | 4     | 2     | 2     | 0     | 0             | 0             | 41            | 16       | 11       |          |
| Összesen                   | Összesen                   | 97    | 25    | 10    | 8     | 2     | 2     | 2             | 0             | 0             | 107      | 27       | 12       |
| Olympique Lyonnais         | 2009-10                    | 5     | 2     | 1     | 0     | 0     | 0     | 3             | 1             | 1             | 8        | 3        | 2        |
| Összesen                   | Összesen                   | 0     | 0     | 0     | 0     | 0     | 0     | 0             | 0             | 0             | 0        | 0        | 0        |
| Pályafutása alatt összesen | Pályafutása alatt összesen | 192   | 39    | 12    | 8     | 2     | 2     | 2             | 0             | 0             | 198      | 41       | 12       |

Rövidítések: Mérk: mérkőzés, Gólp.: gólpasszok

## Külső hivatkozások
- Adatlapja az Olympique Lyon hivatalos oldalán (franciául), (angolul), (kínaiul)